# Galoppierender Treibhauseffekt
Ein galoppierender Treibhauseffekt (englisch runaway greenhouse effect) ist ein nicht aufzuhaltender und sich selbst verstärkender Treibhauseffekt, der schließlich zur Verdampfung von allem flüssigen Wasser eines Planeten führt. Der Effekt hat mit dem Klima auf der Venus ein bekanntes Beispiel. Er wird daher gelegentlich auch Venus-Syndrom genannt.

## Galoppierender Treibhauseffekt auf der Venus

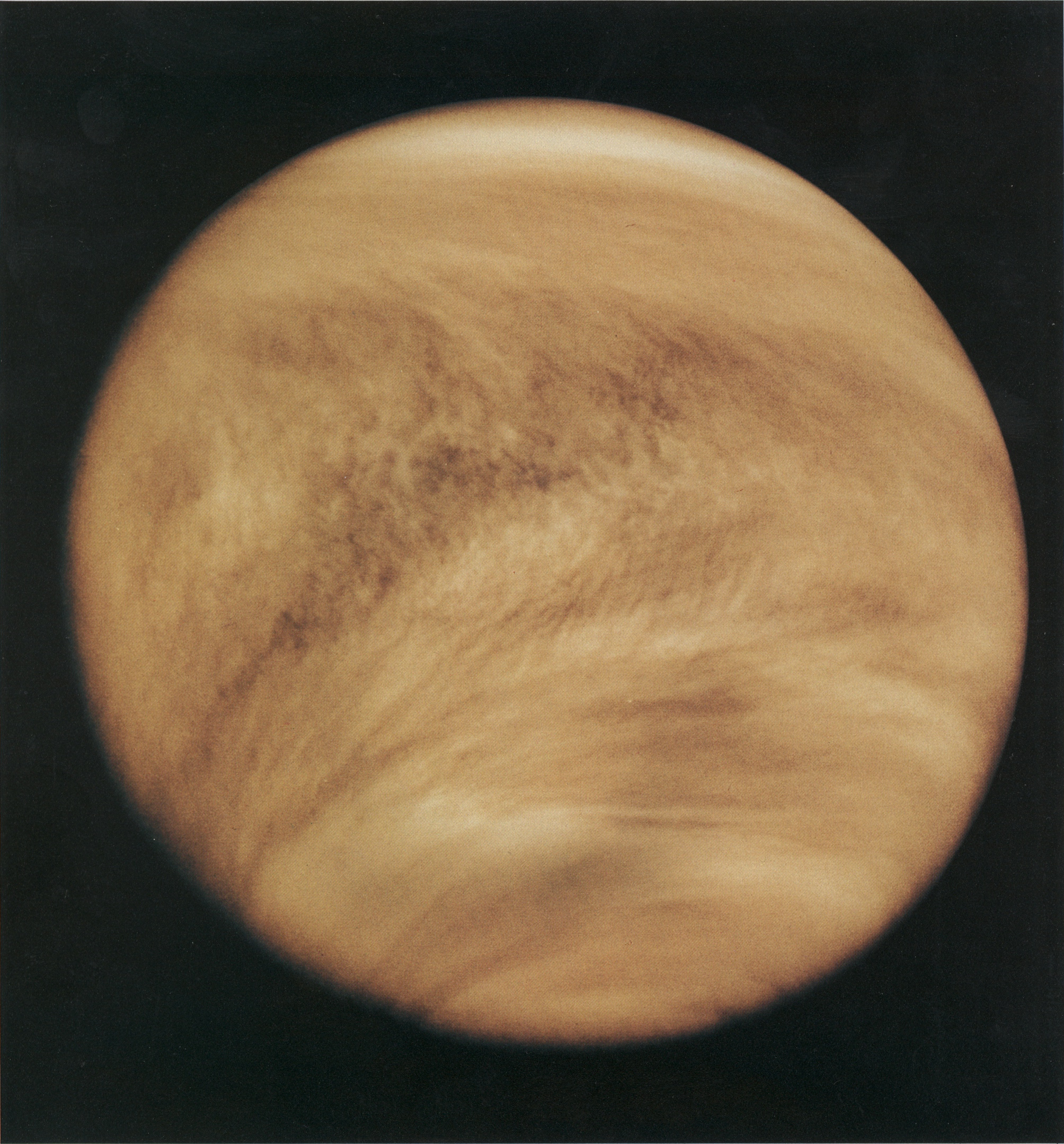
Die einstigen Wasserozeane der Venus sind vermutlich durch einen galoppierenden Treibhauseffekt verdampft

Es wird allgemein davon ausgegangen, dass auf der Venus ein galoppierender Treibhauseffekt stattfand, der in der planetaren Frühzeit eventuell zur Verdampfung der damals existierenden Wasserozeane führte. Erde und Venus sind in vielerlei Hinsicht vergleichbare Planeten. So haben sie in etwa den gleichen Durchmesser und die gleiche Masse. Rasool und De Bergh haben bereits 1970 gezeigt, dass durch die größere Nähe der Venus zur Sonne ein galoppierender Treibhauseffekt ausgelöst wurde. Ein Verdampfen von gewissen Mengen von Wasser durch diese Nähe (und damit Hitze) stellt für sich genommen keinen Treibhauseffekt dar. Wasserdampf wirkt jedoch – ähnlich wie CO2 – als Treibhausgas. Der Wasserdampf bewirkt eine weitere Aufwärmung, welche wiederum ein weiteres Verdampfen von flüssigem Wasser verursacht. Das „Galoppierende“ hierbei ist der sich selbst verstärkende Effekt, der letztlich zu einer vollständigen Verdampfung der Wasserozeane geführt hat. Heute ist der Atmosphärendruck auf der Venus etwa 90-mal stärker als auf der Erde; die Gleichgewichtstemperatur ohne Atmosphäre würde im Durchschnitt auf der Tag- und Nachtseite −46 °C betragen, liegt durch den Treibhauseffekt jedoch bei 464 °C. Zum Vergleich: Der Treibhauseffekt auf der Erde hebt die Temperatur von theoretischen −18 °C ohne Atmosphäre auf im Durchschnitt ca. 14 °C (vorindustriell) und derzeit ca. 15 °C an.

## Möglichkeit auf der Erde
Die Möglichkeit eines galoppierenden Treibhauseffekts auf der Erde wird immer wieder diskutiert, wobei inzwischen davon ausgegangen wird, dass die Schwelle für eine solche vollständig destabilisierende Selbstverstärkung knapp nicht überschritten wird. 1970 wurde von Rasool und De Bergh berechnet, dass auf der Erde ein galoppierender Treibhauseffekt einträte, wenn sie sich etwa 7 % näher an der Sonne befände.
Dennoch kann bereits ein geringer Anstieg der Treibhausgase durch die globale Erwärmung gefährliche Kippelemente im Erdsystem auslösen, die weitere Erwärmungsprozesse nach sich ziehen. Dies würde zu einem als Treibhaus Erde bezeichneten Zustand führen, einem Warmzeitalter. Steffen et al. (2018) können nicht ausschließen, dass dies bereits bei dem im Übereinkommen von Paris vereinbarten Zwei-Grad-Ziel der Fall sein wird. In diesem Fall werden bereits bei Erreichen der Zwei-Grad-Grenze Prozesse angestoßen, welche die Erde sehr stark erwärmen, selbst wenn die Menschheit alle Treibhausgasemissionen vollständig einstellte. Ein solcher Zustand stellt zwar für die meisten Lebewesen nicht verkraftbare Temperaturbedingungen dar und ließe den Meeresspiegel um etwa 60 Meter ansteigen, ist für sich genommen jedoch stabil und nicht wie auf der Venus galoppierend.
Berechnungen von Hansen et al. (2013) legen nahe, dass die Verbrennung aller fossilen Brennstoffe (in Summe von 10.000 Gt C bzw. bei anderen Annahmen 5.000 Gt C) die Temperatur an Land durchschnittlich um 20 °C und an den Polen um 30 °C erhöht. Dies würde die Erde für die meisten heutigen Lebensformen praktisch unbewohnbar machen, aber es kann kein galoppierender Treibhauseffekt ausgelöst werden.